# NGC 3972
NGC 3972 é uma galáxia espiral barrada (SBbc) localizada na direcção da constelação de Ursa Major. Possui uma declinação de +55° 19' 12" e uma ascensão recta de 11 horas, 55 minutos e 45,3 segundos.
A galáxia NGC 3972 foi descoberta em 14 de Abril de 1789 por William Herschel.